# Schmalerberg
Der Schmalerberg (auch Schmaler Berg) ist ein 96 m ü. NHN hoher Berg im Wiehengebirge südöstlich von Bohmte in Niedersachsen.

## Lage
Der bewaldete Schmalerberg ist Teil des lang gestreckten und fast durchgängig bewaldeten Wiehengebirges. Westlich (Egge in Ostercappeln ohne Name) und östlich (Stirper Berg) finden sich auf dem Hauptkamm nicht weit entfernte Berge, die deutlich höher als der Schmalerberg sind.
Nach Norden fällt der Berg in die Norddeutsche Tiefebene ab. Hier verlaufen am Fuß des Schmalerbergs die Bahnstrecke Osnabrück-Bremen, die Bundesstraße 65 und der Mittellandkanal, der auf diesem Abschnitt dem Hauptkamm des Wiehengebirges so nah wie nirgendwo sonst kommt. Im Süden und Westen wird der Bergfuß durch das Tal des Lecker Mühlenbachs markiert, der das Gebiet vollständig Richtung Hunte entwässert. Dieser Bach durchbricht hier den Hauptkamm auf rund 55 m ü. NHN Höhe. Im Tal des Bachs verläuft die Bundesstraße 51 und parallel dazu eine Hochspannung-Freileitung vom Umspannwerk Lüstringen Richtung Norden. Die Bahnstrecke wird im Tal auf einem Bahndamm geführt. Eine Brücke führt die Strecke über die B 51. Ein Viadukt quert den Bach und eine Kreisstraße.
Der Schmalerberg ist der westlichste Teil eines spornartigen Bergrückens, der sich vom Westerberg im Osten über den Stirper Berg und den Schmalerberg bis zum Durchbruch des Lecker Mühlbachs im Westen erstreckt. Der durchgängig bewaldete Bergrücken des Wiehengebirges wird in diesem aus langgestreckten Eggen bestehenden Abschnitt nach Westen hin auf einer Strecke von etwa 4 km (Westerberg – Lecker Mühlbach) kontinuierlich schmaler und niedriger. Beim Schmalerberg beträgt die Breite des bewaldeten Bergrückens nur noch rund 250 m. Das Wiehengebirge wirkt hier zwischen Kanal, Mühlbach, der Bahnstrecke, B 65 und 51 „eingezwängt“. Dies ist eine der wenigen Stellen, in denen der Wald entlang des Gebirgshauptkammes klar unterbrochen ist; weiter östlich findet man nur bei Bergkirchen eine vergleichbare Stelle. Die genannten Berge sind dabei kaum als markante, eigenständige Gipfel auszumachen, da ihre Dominanz sehr gering ist; auf den ersten Blick erscheinen sie als bloßer Sporn des Westerbergs. Dass der Schmalerberg im Gegensatz zu einigen anderen unscheinbaren „Gipfeln“ dieses Sporns überhaupt eine eigene Bezeichnung trägt, liegt wohl an seiner Prominenz als östlicher Abschluss des Tals des Mühlbachs und westlicher Abschluss des beschriebenen Sporns.
Auch aus Richtung Süden erscheint der Schmalerberg nicht als besonders markanter Gipfel, wenn man von der klaren Markierung des Gebirgsfußes durch den Mühlbach absieht. Dort liegen südlich Hitzhausen im Osnabrücker Hügelland einige Hügel, die sogar höher als der Schmalerberg sind.

## Tourismus
Über den Gipfel verlaufen der Wittekindsweg, der E11 und der DiVa Walk. Im Talgrund treffen diese Wege den Arminiusweg. Wanderer, die das Wiehengebirge der Länge nach durchqueren, müssen im Mühlenbachtal den Gebirgshauptkamm verlassen und einen etwa 1 km Umweg nördlich um die Sägemühle und die Kreuzung der beiden Bundesstraßen herum machen, weil die genannten Straßen und Bahnstrecken keine direkte Fortführung der Wanderwege entlang des Hauptkammes ermöglichen. Der Wanderer muss dabei zweimal die Bahnstrecke unterqueren, wobei das Viadukt über den Mühlenbach bautechnisch interessant wirkt. Dort erreicht der Wittekindsweg bei der Lecker Mühle mit etwa 50 m ü. NHN seinen tiefsten Punkt.